# Antoni Tarabini-Castellani Cabot
Antoni Tarabini-Castellani Cabot (Palma, 1940) és un polític i sociòleg mallorquí.
El seu pare era un aviador italià de l'exèrcit de Mussolini que va anar a Mallorca per donar suport al bàndol franquista. Es llicencià en filosofia a la Universitat Pontifícia de Sant Cugat del Vallès (1964), i en teologia a la Universitat Gregoriana de Roma. El 1959 professà de jesuïta. A Cornellà, gràcies a Joan Garcia Nieto va entrar en contacte amb "Cristians pel Socialisme". El 1970 abandonà l'ordre. Retornat a Mallorca col·laborà amb Paco Obrador, ex-sacerdot, implicat també en el moviment sindical i polític. El 1971 formà part de Bandera Roja i, el 1973, del Partit Comunista d'Espanya. El 1973 fundà el Gabinet d'Estudis Turístics i Socioeconòmics i de Mercat (GADESO) del qual és director. El 1975 va ser detingut per la policia franquista. Va ser un dels fundadors del Partit Socialista de les Illes (1976) i el 1977 va esser candidat a senador per Unitat Socialista. Passà a formar part del PSOE i fou candidat a batle de Calvià per aquest partit en les eleccions municipals de 1979. La seva adscripció política dins el PSOE ha estat més aviat la del sector oficialista i un tant reticent a l'adopció de banda del PSOE d'un perfil propi per a les Balears. Va ser assessor del Ministeri de Turisme. Posteriorment, va ser regidor de Turisme, Transports i Circulació de l'Ajuntament de Palma.
Ha col·laborat en publicacions com Cort, el Día del Mundo, Diario de Mallorca i  LLuc, a més de participar en diferents programes de ràdio i televisió. La Fundació GADESO segueix activa i publica els "Quaderns Gadeso". Ha rebut la Medalla d'Or de la ciutat de Palma.